# Castillo Edinburgh
El Castillo Edinburgh o Castillo de Edimburgo (en inglés: Edinburgh Castle) es el nombre que recibe una finca y casa grande ahora en ruinas en la parroquia de Santa Ana (St Ann), fue construido por el primer asesino en serie en Jamaica, Lewis Hutchinson. Tenía dos torres circulares, diagonales en esquinas opuestas. Las ruinas están en la lista del Patrimonio Nacional de Jamaica.
Hay un pequeño pueblo cercano con el mismo nombre.